# Pistolet Jericho 941
Jericho 941 – pistolet samopowtarzalny skonstruowany przez izraelską firmę Israel Military Industries i produkowany od roku 1990. 

## Opis konstrukcji
Konstrukcja broni wzorowana jest na czechosłowackim pistolecie CZ 75. Wraz z jego wejściem na rynek wprowadzono nowy rodzaj amunicji .41 Action Express (znany także jako .41 AE). Jericho produkowano początkowo w dwóch wersjach (rodzajach lufy) – jedna na popularną amunicję 9 x 19 mm Parabellum oraz druga na .41 AE. Magazynek został zaprojektowany tak, aby pasował do obu rodzajów amunicji (.41 ma zbliżone wymiary do 9x19). Niedługo po wprowadzeniu na rynek, pojawił się nowy nabój – .40 Smith & Wesson (.40 S&W), który szybko wyparł .41 AE. Oryginalny model Jericho 941 był dostępny na rynku tylko przez rok, po czym porzucono pomysł możliwości wymiany luf, a jako amunicję zaczęto stosować .40S&W. Późniejsza wersja compact Jericho 945 została wyposażona w lufę .45 ACP oraz 9 × 21mm IMI. Pistolety Jericho sprzedawane na rynku amerykańskim noszą nazwę Baby Eagle, w nawiązaniu do bardziej znanego i popularnego pistoletu firmy IMI – Desert Eagle.